# 松平乗友
松平 乗友（まつだいら のりとも）は、江戸時代中期から後期にかけての大名。三河国奥殿藩4代藩主。真次流大給松平家7代。官位は従五位下・兵部少輔、大隅守。

## 生涯
宝暦10年（1760年）10月22日、3代藩主・松平乗穏の次男として誕生。兄・乗統が早世したため、安永5年（1776年）10月19日に世子になる。天明2年（1782年）11月21日、父の隠居で家督を継ぎ、12月18日に従五位下・兵部少輔に叙位・任官する。
天明3年（1783年）に浅間山の大噴火が起こると大被害を受け、救済に務めた。直後の天明の飢饉でも被害を受けたが、餓死者を出さずに解決している。しかし天明5年（1785年）には大坂加番に任じられるなど、相次ぐ出費による藩財政の悪化で、天明6年（1786年）と寛政元年（1789年）に倹約令を出した。寛政元年（1789年）9月21日には大隅守に遷任する。寛政2年（1790年）2月、36か条の5ヵ年倹約令を出すが、直後の3月6日に弟で養子・乗尹に家督を譲って隠居した。
しかし乗尹が病弱だったため、隠居後も藩政の実権を握って政務を行なった。文化元年（1804年）7月23日に剃髪して大隅入道と号した。享和2年（1802年）12月2日に乗尹が隠居すると、自らの次男・乗羨を6代藩主に擁立して藩政の実権をなおも掌握した。しかし晩年には側室のてる（知止院）が9人の男子、4人の女子を産んでいたことから藩の権力を掌握するようになり、それによって奥向きの出費が増大して藩財政が悪化し、さらに乗友とも対立するようになったため、乗友はてるやその側近らを信濃国に配流している。
文政7年（1824年）10月4日に死去した。享年65。

## 系譜
父母
- 松平乗穏（父）
- 芳春院 ー 太田資俊の養女、太田資晴の娘（母）

正室
- 戸沢正諶の娘

側室
- てる（知止院）
- 滝川氏
- いさ
- ます
- 清橋氏

子女
- 松平乗羨（長男）
- 渡辺規綱（次男）
- 千宗室 (11代)（五男） ー 茶道・裏千家11代家元、玄々斎精中宗室
- 畠山国祥正室
- 筧正隅の養女 ー 筧正陽室
- 馬場某室
- 小野某室

養子
- 松平乗尹 ー 実弟